# Vöröstemplom
Vöröstemplom (szerbül Црвена Црква / Crvena Crkva, németül Rothkirchen) település Szerbiában, a Vajdaság Dél-bánsági körzetében, a fehértemplomi községben.

## Fekvése
Fehértemplomtól nyugatra, Varázsliget északi szomszédjában fekvő település.

## Története
A török hódoltság végén már szerbektől lakott faluként említették Czervena, Czerkva néven.
A falu az 1717. évi kamarai jegyzékbe 44 házzal van feltüntetve.
1773-ig a kamara igazgatása alá tartozott, és ekkor átengedték a szerb határőrezrednek, ekkor neve Rothkirchen lett.
1774-ben a falut a román szerb határőrezredhez osztották be.
1873-ban, a katonai határőrvidék feloszlatás után Temes vármegyéhez csatolták.
1910-ben 1097 lakosából 16 fő magyar, 44 fő német, 6 fő román, 1001 szerb, 30 fő egyéb (legnagyobbrészt cigány) anyanyelvű volt. Ebből 69 fő római katolikus, 1 fő református, 1027 fő görögkeleti ortodox vallású volt. A lakosok közül 553 fő tudott írni és olvasni, 120 fő tudott magyarul.
A trianoni békeszerződés előtt Temes vármegye Fehértemplomi járásához tartozott.

## Jegyzetek

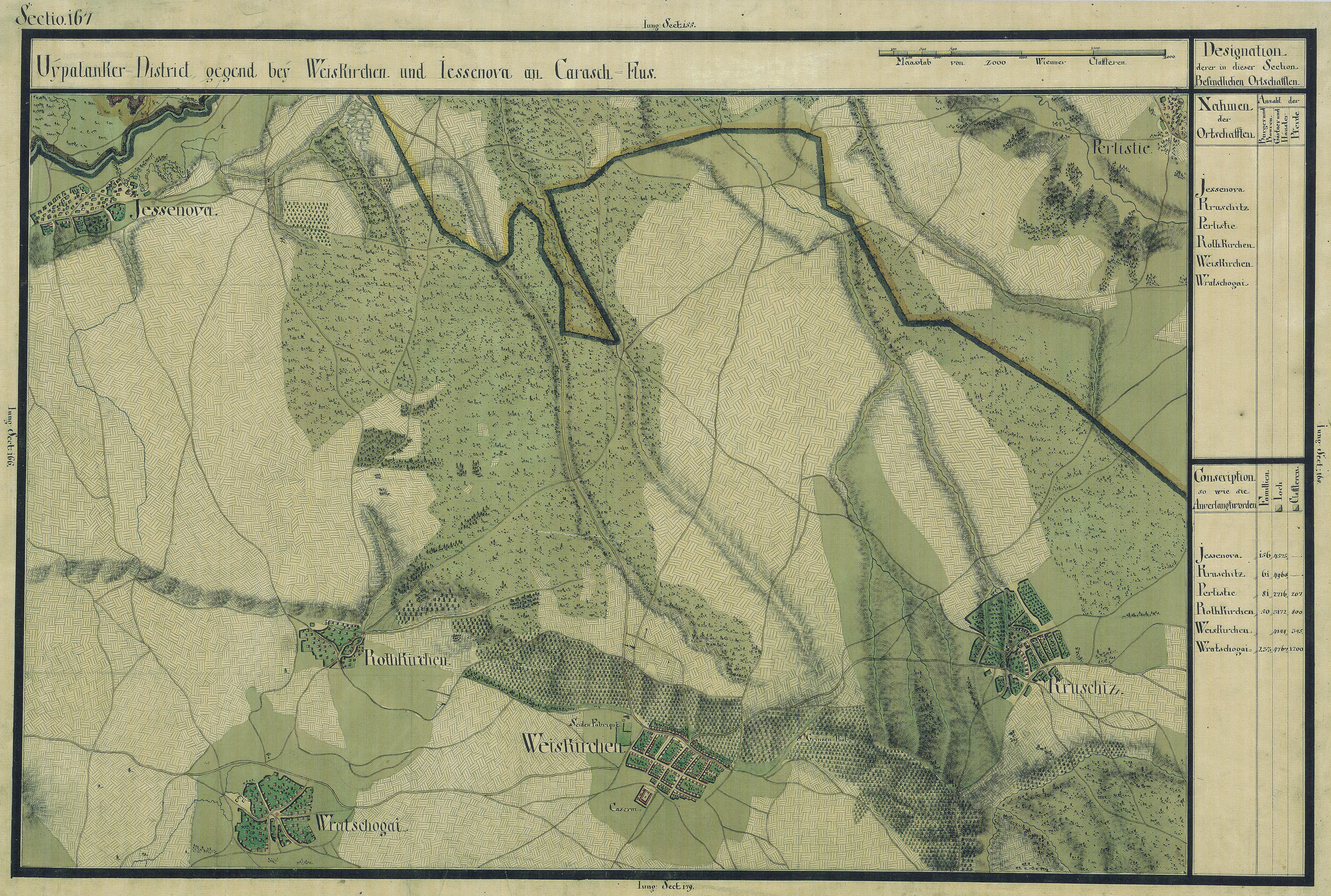
Vöröstemplom egy régi térképen

## Népesség

### Demográfiai változások
| 1948 | 1953 | 1961 | 1971 | 1981 | 1991 | 2002 | 2011 |
| ---- | ---- | ---- | ---- | ---- | ---- | ---- | ---- |
| 887  | 901  | 855  | 817  | 842  | 799  | 729  | 666  |